# Dougie Freedman
Douglas Freedman (*Glasgow, Escocia, 25 de mayo de 1974) es un exfutbolista y director técnico escocés. Como jugador se desempeñó como delantero y su primer equipo fue el Queens Park Rangers de Londres. Antiguo director técnico del Nottingham Forest Football Club de la Football League Championship de Inglaterra. Actualmente es Director de Fútbol del Crystal Palace. 

## Selección nacional
Ha sido internacional con la Selección de fútbol de Escocia, ha jugado 2 partidos y ha anotado 1 gol.

## Clubes como jugador
| Club                    | País       | Año       |
| ----------------------- | ---------- | --------- |
| Queens Park Rangers     | Inglaterra | 1992-1994 |
| Crystal Palace FC       | Inglaterra | 1995-1997 |
| Wolverhampton Wanderers | Inglaterra | 1997-1998 |
| Nottingham Forest       | Inglaterra | 1998-2000 |
| Crystal Palace FC       | Inglaterra | 2000-2008 |
| Leeds United            | Inglaterra | 2008      |
| Southend United         | Inglaterra | 2008-2010 |

## Clubes como entrenador
| Club                            | País       | Año       |
| ------------------------------- | ---------- | --------- |
| Crystal Palace FC               | Inglaterra | 2012      |
| Bolton Wanderers Football Club  | Inglaterra | 2012-2014 |
| Nottingham Forest Football Club | Inglaterra | 2015-2016 |

- Datos: Q129655